# Meire (La Coruña)
Meire o Santiago de Meire (llamada oficialmente San Pedro do Meire) es una parroquia del municipio de Mellid, en la provincia de La Coruña, Galicia, España.

## Entidades de población
Entidades de población que forman parte de la parroquia:
- A Graña
- Castro
- O Meire
- Penagundín

## Demografía
| Gráfica de evolución demográfica de Meire entre 2000 y 2018 |
|                                                             |
| Población de derecho según el padrón municipal del INE      |